# Przyprawa bulionowa
Przyprawy bulionowe – skoncentrowane hydrolizaty surowców białkowych, np. kazeiny, barwy ciemnobrunatnej, służące do wzbogacania wartości smakowej i odżywczej potraw.
Zobacz też: koncentrat zupy.